# Keskimmäinen Latvalampi
Keskimmäinen Latvalampi är en sjö i Latvalammit som är sjöar i Finland. De ligger i kommunen Suomussalmi i landskapet Kajanaland, i den nordöstra delen av landet, 600 km norr om huvudstaden Helsingfors. Keskimmäinen Latvalampi ligger 228 meter över havet. Arean är 30,3 hektar och strandlinjen är 3,71 kilometer lång. Sjön  ingår i Uleälvens huvudavrinningsområde. 